# Chris Matser
Christianus Gerardus (Chris) Matser (Arnhem, 1 juni 1904 – Arnhem, 5 februari 1973) was een Nederlands politicus voor de KVP.
Matser was een metselaarszoon uit de Arnhemse arbeiderswijk Klarendal, die na functies als beambte te hebben bekleed in de gemeentepolitiek terechtkwam. In 1935 werd hij wethouder sociale zaken en volksgezondheid. In het laatste oorlogsjaar was hij de feitelijke gezagsdrager in de Veluwezoom en in mei 1945 werd hij aangesteld als burgemeester van het zwaar getroffen Arnhem (gedurende het eerste jaar nog als waarnemend burgemeester). In 1947 zag Matser af van een ministerschap en hij verliet al snel de Tweede Kamer. Als burgemeester van Arnhem was hij een actief bevorderaar van de wederopbouw van zijn stad. Naast zijn burgemeesterschap was Matser actief als Statenlid, vicevoorzitter van de KVP en senator.
In Arnhem-Zuid is een straat vernoemd naar Matser: de Burgemeester Matsersingel.
- Biografisch Portaal: 21303652
- Digitale Bibliotheek voor de Nederlandse Letteren: mats007
- International Standard Name Identifier: 0000 0003 9494 5859
- Nederlandse Thesaurus van Auteursnamen: 073583340
- Parlement.com: vg09ll37v1yg
- Virtual International Authority File: 289556247
- WorldCat: E39PBJrrvX8YBCjTGw8Px6qvpP